# Speaker della Camera dei comuni (Regno Unito)
Lo Speaker della Camera dei comuni (in inglese: Speaker of the House of Commons) è il presidente della Camera dei comuni, la camera bassa del Parlamento del Regno Unito. Viene eletto dai parlamentari, ma deve ricevere l'approvazione del sovrano, che viene comunicata al neoeletto presso la Camera dei Lord.
Il 158º e attuale speaker è Sir Lindsay Hoyle, parlamentare per Chorley precedentemente laburista, dal 4 novembre 2019.

## Storia
Il più antico riferimento al ruolo dello speaker si ha nel 1258, quando Peter de Montfort presiedette al Primo Parlamento inglese con il titolo di parlour (dal francese parler, a sua volta dal latino parabolāre, con il significato di "colui che parla") o prolocutor (dal latino prō, "per", "al posto di", e locūtus, "aver parlato", nel senso di "parlare per"). Convenzionalmente, la storia dell'ufficio si fa iniziare con il Parlamento buono, nel 1376, quando Peter de la Mare, il primo speaker propriamente detto, fu eletto dai Comuni come loro portavoce.
Nei secoli successivi, lo speaker fece da informatore del re presso la Camera dei comuni. Negli anni precedenti la guerra civile inglese, il distacco dello speaker dalla Corona aumentò molto. Questa tensione è perfettamente riassumibile in un episodio avvenuto il 4 gennaio 1642, quando il re Carlo I entrò nella Camera per arrestare cinque parlamentari per alto tradimento. Quando chiese allo speaker William Lenthall dove fossero i rei, questi rispose:
Dopo la Gloriosa rivoluzione, con la creazione del governo di gabinetto, agli speaker non furono preclusi i ministeri, che infatti occuparono varie volte. Arthur Onslow, detentore dell'incarico per 33 anni durante il Settecento, decretò una netta divisione tra il ruolo e il governo a favore di una maggiore imparzialità e stabilì molte delle convenzioni del ruolo tuttora in uso.
A partire dalla metà dell'Ottocento, era la norma che lo speaker fosse super partes.
Nel 1992 fu eletto il primo e, finora, unico speaker donna, Betty Boothroyd.

## Elezione
Lo speaker viene eletto all'inizio di ogni parlamento e in caso di morte o dimissione del precedente. La procedura di elezione è regolamentata dallo S.O. No. 1 e avviene come segue.

### Rielezione
Durante la vacanza, la Camera dei comuni è presieduta dal padre della Camera (il parlamentare nella Camera da più tempo). Il giorno dopo l'inaugurazione del Parlamento, i Comuni vengono convocati dal Black Rod nella Camera dei lord, dove ricevono la richiesta dei lord commissari da parte del sovrano di eleggere un nuovo speaker.
I Comuni ritornano nella loro sede. Se, dopo la dissoluzione del parlamento, il precedente speaker è ancora un deputato, il padre della Camera gli domanda se è intenzionato a ricandidarsi. In caso affermativo, il padre della Camera chiama un membro, da cui viene avanzata la mozione che "[il precedente speaker] assuma la presidenza di questa camera come speaker". Se la mozione viene:
- accettata, il precedente speaker viene nuovamente nominato in quanto speaker eletto;
- respinta, il padre della Camera aggiorna l'assemblea alle 14:30 del giorno seguente.

### Votazione a scrutinio segreto
Le candidature devono essere consegnate al chierico della Camera tra le 9:30 e le 10:30 del giorno dell'elezione. Esse devono contenere la dichiarazione della candidatura del deputato ed essere firmate da almeno 12 membri, fino a un massimo di 15, di cui almeno tre appartenenti a partiti politici diversi da quello del candidato o indipendenti. Finita questa operazione, la lista dei candidati pubblicata nella lobby dei membri. Se i candidati sono in numero:
- uguale a uno, il candidato viene eletto speaker;
- maggiore di uno, ciascun candidato è invitato a pronunciare un discorso.

Terminate le arringhe, ogni membro del Parlamento (ad eccezione del padre della Camera) ha a disposizione mezz'ora per votare un candidato. Se:
- un candidato ha ricevuto più del 50% dei voti totali, questi viene eletto speaker;
- nessun candidato ha ricevuto più del 50% dei voti totali, si procede con un'altra votazione, a cui non partecipano:
  - il candidato che ha ricevuto meno voti;
  - i candidati che hanno ricevuto meno del 5% dei voti totali;
  - i candidati che entro dieci minuti dall'annuncio dei risultati della precedente votazione decidono di ritirarsi.

Il processo viene ripetuto finché un candidato riceve più del 50% dei voti totali: il padre della Camera avanza la mozione che "[il candidato] assuma la presidenza di questa camera come speaker". A questo punto la mozione viene solitamente accettata e il candidato viene finalmente eletto speaker. Se la mozione dovesse essere respinta, l'intera votazione sarebbe ripetuta l'indomani.

### Approvazione reale
Dopo l'elezione dello speaker o della conferma del precedente, la procedura termina con la convocazione nella Camera dei lord. Il Black Rod viene inviato dai lord commissari per chiamare i Comuni da loro. Il neoeletto giunge all'ingresso della Camera dei lord insieme ai funzionari e ai parlamentari e china tre volte la testa. Ad ogni inchino, i lord commissari rispondono levandosi il cappello (gli uomini) o chinando la testa (le donne). Il chierico dei Parlamenti legge l'approvazione, il lord cancelliere lo nomina nel nome della Corona e lo speaker risponde ringraziando, dopodiché i parlamentari tornano nella Camera dei comuni e l'elezione è ufficialmente terminata.

## Funzioni

### Presidente di assemblea

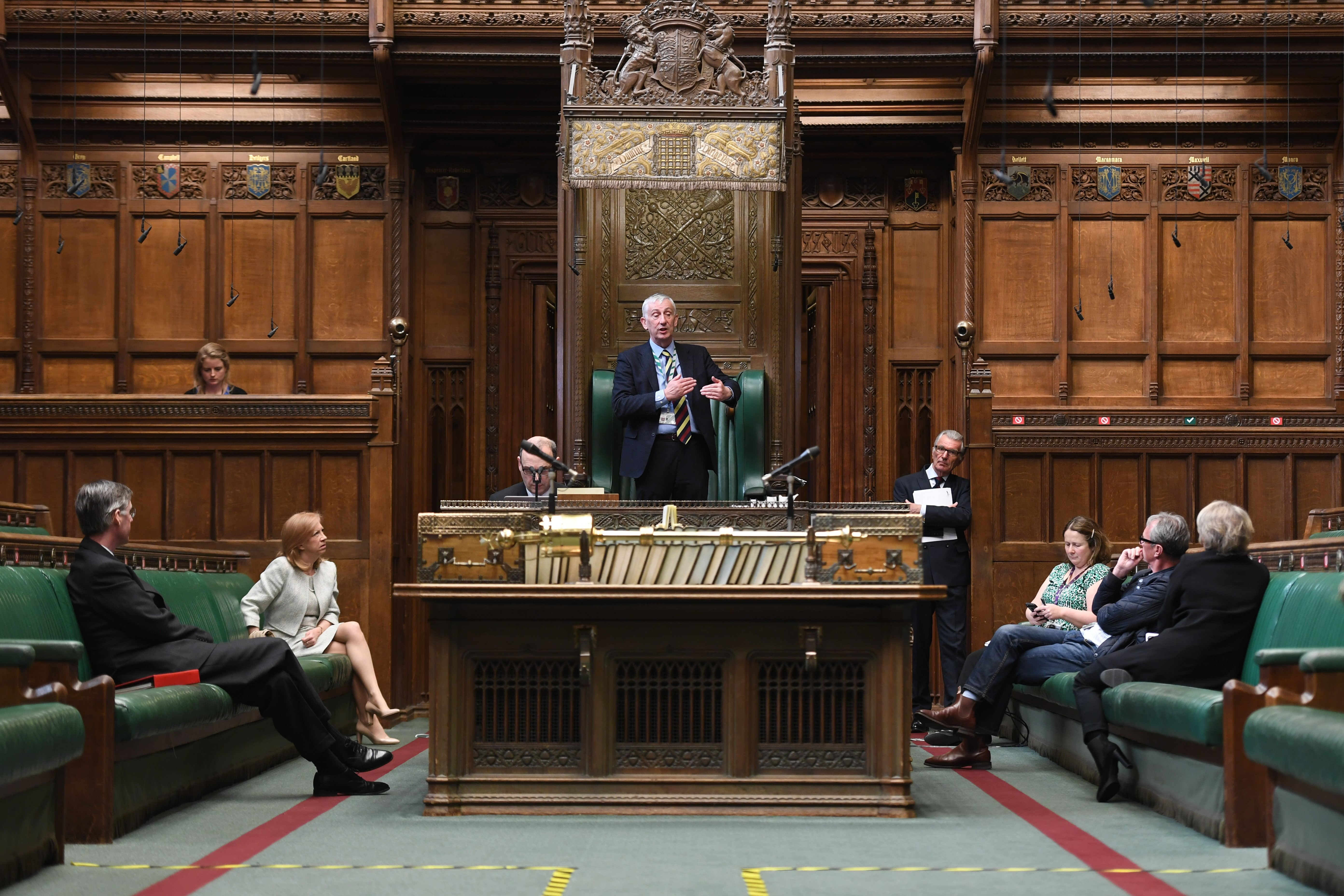
Sir Lindsay Hoyle di fronte alla sua poltrona durante una prova per l'applicazione del collegamento da remoto, a causa della pandemia di COVID-19.

Lo speaker è l'autorità suprema della Camera dei comuni, e ha più poteri effettivi del presidente della Camera dei lord, il lord speaker. Il suo seggio, d'altronde, rispetta pienamente la sua posizione di potere: lo speaker siede infatti sul lato nord dell'aula su una poltrona (the Chair) in cuoio verde, sotto un baldacchino, un regalo del Parlamento australiano. Il governo di Sua Maestà siede alla sua destra, mentre l'opposizione si trova alla sua sinistra; i chierici della Camera, ovvero i funzionari incaricati del corretto svolgimento delle procedure parlamentari, siedono davanti a lui al tavolo (the Table of the House), donato dal Parlamento canadese.

#### Imparzialità
Prima di tutto, è essenziale che lo speaker sia un arbitro imparziale: diversamente dai presidenti dei parlamenti di molte altre nazioni (soprattutto quelle che non usano il sistema Westminster), lo speaker rimane strettamente super partes. Ciò implica che rinunci all'affiliazione con il partito politico di cui è membro prima di entrare in carica, perciò se otterrà la parìa ed entrerà nella Camera dei pari, siederà come cross-bencher. Alcuni speaker furono accusati di essere faziosi, di cui l'esempio più recente è John Bercow: dapprima un conservatore, Bercow fu accusato dal suo partito originario di essere anti-conservatore e anti-Brexit e di aver ostacolato le negoziazioni con l'Unione europea.

#### Il coordinamento degli interventi
Il suo compito principale è quello di presiedere i dibattiti nella Camera e di coordinare gli interventi dei deputati, detti points of order, determinando quali membri possono prendere la parola: non è consentito parlare senza il suo permesso. Generalmente, alla fine di un intervento, coloro che vogliono rispondere o intervenire si alzano in piedi per "catturare l'occhio dello speaker", ma in particolari occasioni i deputati desiderosi di intervenire possono mostrare subito allo speaker la loro intenzione di contribuire al dibattito. È buona norma chiamare una volta un membro a destra, l'altra uno a sinistra e via dicendo. È infatti un dovere etico della carica proteggere il diritto delle minoranze politiche di intervenire e mostrare ai colleghi il proprio pensiero.
All'inizio di certi dibattiti in cui il tempo disponibile è scarso, lo speaker ha il potere di invocare lo S.O. No. 47, limitando il tempo disponibile per compiere il proprio intervento a un periodo da lui stabilito.

#### Il mantenimento dell'ordine
Lo speaker mantiene l'ordine durante il dibattito, perciò se durante un intervento da parte sua o di un deputato si udisse il vocìo dei colleghi o venissero compiute azioni tali da creare disordine nell'aula, lo si sentirebbe urlare "Order! Order!" ("Ordine! Ordine!"), parole a cui la sua figura è collegata nell'immaginario comune.

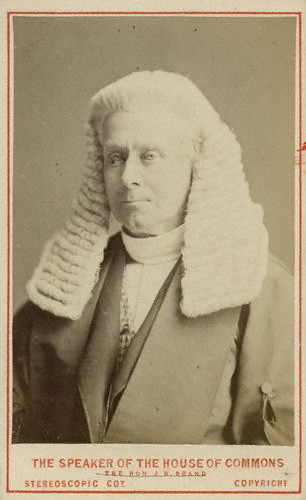
Il Visconte Hampden, che il 3 febbraio 1881 usò il "naming" contro 36 sostenitori della home rule irlandese, dopo che avevano protestato per l'arresto di un collega.

Può chiedere ai membri di terminare discorsi irrilevanti o tediosamente ridondanti o di ritirare affermazioni da lui ritenute ingiuriose. Se la richiesta non viene accolta, lo speaker ha il potere di sospenderli tramite la pratica del "naming", ovvero dicendo "I name Mr/Mrs [cognome del "nominato"]", deliberatamente violando la convenzione di chiamare i deputati con la formula "The (Right) Honourable gentleman/lady" o "The (Right) Honourable member for [nome del collegio del deputato]"; la prima sospensione dura cinque giorni, la seconda venti e le successive su decisione della Camera, a meno che non si decida di richiamare il sospeso. In caso di "grave disordine generale", lo speaker può invocare lo S.O. No. 46 e sospendere la seduta o aggiornarla al giorno successivo.

#### La modalità delle votazioni
Per l'approvazione dei progetti di legge, lo speaker tiene una votazione orale. Prima della seconda lettura, pronuncia la formula "The question is, that the Bill be now read a second time" ("La domanda è che il disegno di legge venga letto una seconda volta"), dopodiché invita i sostenitori del progetto a dire "Aye" e gli oppositori a dire "No" dicendo "As many as are of that opinion say 'aye'" ("Quanti sono di questa opinione dicano 'sì'"), e si sente l'urlo da parte dei sostenitori; poi prosegue "of the contrary 'no'" ("della [opinione] contraria [dicano] 'no'"), e si leva l'urlo degli oppositori. Lo speaker valuta quindi chi ha emesso il grido più forte e, di conseguenza, se sono in numero maggiore i favorevoli o i contrari: se la votazione indica chiaramente chi ha la maggioranza dei voti, lo speaker dice "I think the Ayes/Noes have it. The Ayes/Noes have it!" ("Penso che abbiano vinto i sì/no. I sì/no hanno vinto!"). Altrimenti, invita i deputati a partecipare alla votazione "classica", cioè scritta, con la frase "Division, clear the lobby!" ("Divisione, evacuate la lobby!", riferito ai non-membri), ma, in casi particolari, la votazione può avvenire dentro l'aula tramite scheda. La stessa procedura avviene per la terza lettura e per gli emendamenti.

##### La regola dello speaker Denison

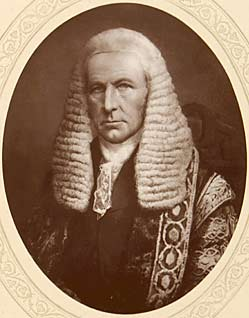
Evelyn Denison, creatore dell'omonima regola sopravvissuta fino ad oggi.

Nel raro caso in cui la votazione dovesse finire in pareggio, lo speaker (o chi ne fa le veci) è chiamato a votare. In questo caso, lo speaker segue solitamente le convenzioni fissate da nel 1867 Evelyn Denison, dal cui nome vennero dette nel loro insieme la "regola dello speaker Denison". Secondo questa regola il voto decisivo dovrebbe essere contro:
- la lettura finale di un progetto di legge, per dare ai deputati più tempo per riflettere;
- gli emendamenti ai progetti di legge;
- le mozioni di sfiducia,

mentre dovrebbe essere a favore di:
- ulteriori letture di un progetto di legge, per dare ai deputati un'altra occasione di rivederlo;
- disaccordi con gli emendamenti fatti dai Lord, per dare un'altra opportunità di cambiare il progetto.

Il pensiero dietro queste convenzioni è di mantenere lo status quo e lasciare decidere i deputati, per mantenere il ruolo il più neutrale possibile.

### Funzioni cerimoniali

#### Portavoce della Camera
In quanto autorità suprema della Camera dei comuni, lo speaker rappresenta la totalità dei deputati dinnanzi agli altri due organi parlamentari, la Corona e la Camera dei lord, e ai governi stranieri. Oggigiorno, ciò avviene in occasioni cerimoniali e formali, ad esempio al giubileo d'argento, d'oro e di diamante di Elisabetta II. Oramai le uniche circostanze in cui si tengono tali discorsi sono gaie e festose; tuttavia nel passato capitò che qualche speaker dovesse riportare al sovrano notizie sgradite e che egli stesso ne pagasse le conseguenze (vedi sopra).

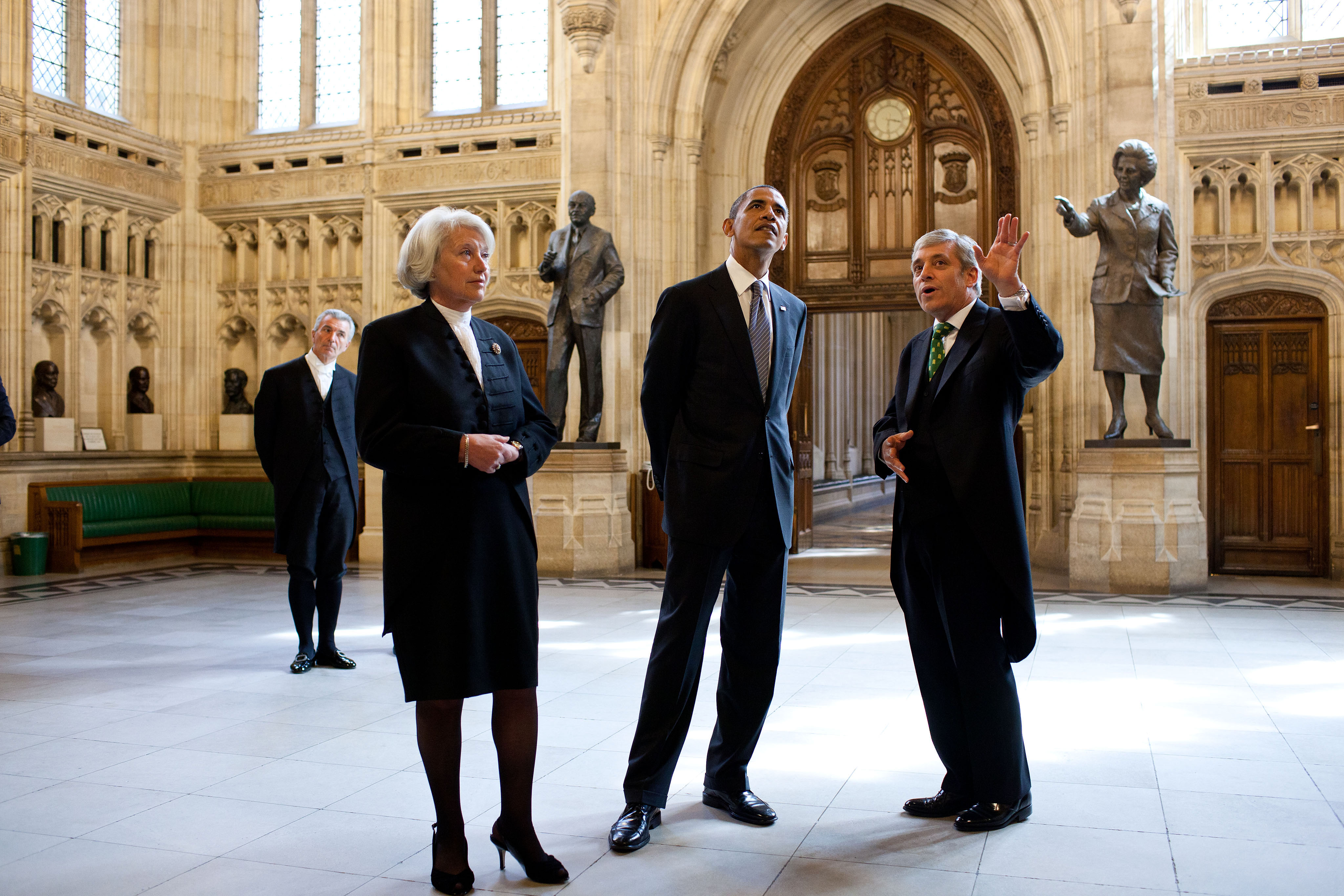
Lo speaker John Bercow (a destra) illustra a Barack Obama (al centro) le statue dei premier britannici nella Central Lobby, in occasione della visita del presidente degli Stati Uniti d'America nel 2011.

#### Processione dello speaker
Forse per motivi di sicurezza, prima di ogni seduta, storicamente lo speaker entra nell'aula della Camera dei comuni con una processione formale detta "processione dello speaker", cui prendono parte il presidente stesso, preceduto dall'usciere della Bar e dal sergente d'armi della Camera, che porta la mazza cerimoniale, e seguito da un paggio, il cappellano dello speaker e il chierico della Camera. Il tragitto parte dalla Speaker's House e passa attraverso il Library Corridor, la Lower Waiting Hall, la Central Lobby e la Commons' Lobby prima di arrivare nell'aula. All'arrivo dello speaker, i deputati si alzano in piedi, e, quando si è seduto, il sergente d'armi ripone la mazza cerimoniale sugli appositi supporti sul tavolo della Camera (senza la mazza al suo posto, la seduta non può avere luogo) e s'inchina. Dopodiché il cappellano dice la preghiera quotidiana e la seduta può iniziare.

### Membro del Parlamento
Il fatto che lo speaker sia obbligato a lasciare il suo partito al momento dell'elezione non vuol dire rinunci anche al suo seggio nella Camera: il neoeletto diventa solamente un indipendente e continua a rappresentare il suo collegio elettorale. Difatti lo speaker prende uno stipendio da parlamentare, a cui va sommato lo stipendio da speaker.
Ad ogni elezione generale, lo speaker si deve ricandidare per la rappresentanza del suo collegio elettorale: non fa campagna elettorale, infatti la candidatura viene presentata come "the Speaker seeking re-election" ("lo speaker che cerca la rielezione").

## Curiosità
La tradizione vuole che il nuovo Speaker, una volta eletto, venga "trascinato" da tre colleghi verso il suo scranno: si vuole così ricordare simbolicamente il conflitto dei secoli passati tra il parlamento e il sovrano britannico, che aveva portato alla condanna a morte di alcuni Speaker, rendendo tale carica poco ambita e dunque comportando che in determinati casi gli eletti dovessero essere costretti ad accettare.

## Attualità
La carica, dal 4 novembre 2019, è ricoperta da Lindsay Hoyle, che fino ad allora è stato nel Partito Laburista.
In precedenza era stata ricoperta da John Bercow, che fu eletto inizialmente il 22 giugno 2009 a seguito delle dimissioni di Michael Martin. Bercow fu rieletto alla Camera alle elezioni generali del 2010 nel collegio di Buckingham e venne rieletto Speaker quando la Camera si riunì all'inizio del nuovo mandato, il 18 maggio 2010. Fu nuovamente rieletto alle elezioni generali del 2015 e fu riconfermato Speaker all'inizio del nuovo Parlamento, il 18 maggio 2015 e nuovamente il 13 giugno 2017. Bercow si è dimesso il 4 novembre 2019.

## Abito ufficiale
L'abito ufficiale dello speaker, è simile a quello del lord cancelliere: consiste in una toga di raso damascato nero ornato di pizzo dorato, un giustacuore nero, lo jabot, la parrucca e, in passato, il tricorno nero. Questo completo è da sempre utilizzato per le occasioni ufficiali, come l'inaugurazione del Parlamento.
Durante le sedute ordinarie, l'abito dello speaker comprende solitamente una toga in seta nera, il giustacuore con camicia bianca con colletto diplomatico e facoltativamente facciole di lino bianco, calzoncini neri fino al ginocchio, calze di seta dello stesso colore e scarpe nere con fibbia e la parrucca. Nel passato, lo speaker portava il tricorno anche nella Camera.
Negli ultimi trent'anni, tuttavia, la formalità dell'abito è gradualmente diminuita. Già nel 1992 Betty Boothroyd, primo speaker donna, decise di non indossare la parrucca. Il suo successore, Michael Martin scelse di non indossare i calzoncini e le tradizionali scarpe, prediligendo pantaloni di flanella e scarpe Oxford. John Bercow sostituì l'abito ordinario con un completo ricoperto dalla toga, non sentendosi a proprio agio negli abiti ufficiali; durante le inaugurazioni del parlamento, indossava un tight sotto l'abito statale. L'attuale speaker, Sir Lindsay Hoyle, si veste come Bercow ma con un badge attaccato ad un cordoncino che porta al collo, come faceva quando ancora era vicario dello speaker. Tuttavia durante l'inaugurazione del Parlamento nel 2019 ha indossato l'abito di Stato completo, con anche il badge, ma senza la parrucca e tantomeno il tricorno.

## Elenco degli speaker
| Immagine | Speaker                | Collegio                                       | Mandato          | Mandato           | Parlamento                   | Partito      | Partito      |
| -------- | ---------------------- | ---------------------------------------------- | ---------------- | ----------------- | ---------------------------- | ------------ | ------------ |
|          | John Mitford           | East Looe                                      | 11 febbraio 1801 | 10 febbraio 1802  | 1°                           |              | Tory         |
|          | Charles Abbot          | Helston Heytesbury Woodstock Oxford University | 10 febbraio 1802 | 2 giugno 1817     | 2°, 3°, 4°, 5°               | Tory         |              |
|          | Charles Manners-Sutton | Scarborough Cambridge University               | 2 giugno 1817    | 19 febbraio 1835  | 5°, 6°, 7°, 8°, 9°, 10°, 11° | Tory         |              |
|          | James Abercromby       | Edinburgh                                      | 19 febbraio 1835 | 27 maggio 1839    | 12°, 13°                     |              | Whigs        |
|          | Charles Shaw-Lefevre   | North Hampshire                                | 27 maggio 1839   | 30 aprile 1857    | 13°, 14°, 15°, 16°           | Whigs        |              |
|          | Evelyn Denison         | North Nottinghamshire                          | 30 aprile 1857   | 9 febbraio 1872   | 17°, 18°, 19°, 20°           |              | Liberale     |
|          | Henry Brand            | Cambridgeshire                                 | 9 febbraio 1872  | 26 febbraio 1884  | 20°, 21°, 22°                | Liberale     |              |
|          | Arthur Peel            | Warwick Warwick and Leamington                 | 26 febbraio 1884 | 10 aprile 1895    | 22°, 23°, 24°, 25°           | Liberale     |              |
|          | William Court Gully    | Carlisle                                       | 10 aprile 1895   | 8 giugno 1905     | 26°, 27°                     | Liberale     |              |
|          | James Lowther          | Penrith Penrith and Cockermouth                | 8 giugno 1905    | 28 aprile 1921    | 27°, 28°, 29°, 30°, 31°      |              | Conservatore |
|          | John Henry Whitley     | Halifax                                        | 28 aprile 1921   | 20 giugno 1928    | 31°, 32°, 33°, 34°           |              | Liberale     |
|          | Edward FitzRoy         | Daventry                                       | 20 giugno 1928   | 3 marzo 1943      | 34°, 35°, 36°, 37°           |              | Conservatore |
|          | Douglas Clifton Brown  | Hexham                                         | 9 marzo 1943     | 31 ottobre 1951   | 37°, 38°, 39°                | Conservatore |              |
|          | William Morrison       | Cirencester and Tewkesbury                     | 31 ottobre 1951  | 19 settembre 1959 | 40°, 41°                     | Conservatore |              |
|          | Harry Hylton-Foster    | Cities of London and Westminster               | 20 ottobre 1959  | 2 settembre 1965  | 42°, 43°                     | Conservatore |              |
|          | Horace King            | Southampton Itchen                             | 26 ottobre 1965  | 12 gennaio 1971   | 43°, 44°, 45°                |              | Laburista    |
|          | Selwyn Lloyd           | Wirral                                         | 12 gennaio 1971  | 3 febbraio 1976   | 45°, 46°, 47°                |              | Conservatore |
|          | George Thomas          | Cardiff West                                   | 3 febbraio 1976  | 10 giugno 1983    | 47°, 48°                     |              | Laburista    |
|          | Bernard Weatherill     | Croydon North East                             | 15 giugno 1983   | 9 aprile 1992     | 49°, 50°                     |              | Conservatore |
|          | Betty Boothroyd        | West Bromwich West                             | 27 aprile 1992   | 23 ottobre 2000   | 51°, 52°                     |              | Laburista    |
|          | Michael Martin         | Glasgow Springburn Glasgow North East          | 23 ottobre 2000  | 22 giugno 2009    | 52°, 53°, 54°                | Laburista    |              |
|          | John Bercow            | Buckingham                                     | 22 giugno 2009   | 4 novembre 2019   | 54°, 55°, 56°, 57°           |              | Conservatore |
|          | Lindsay Hoyle          | Chorley                                        | 4 novembre 2019  | in carica         | 57°, 58°                     |              | Laburista    |